# Coupe d'Europe hivernale des lancers 2008
La 8e édition de la Coupe d'Europe hivernale des lancers s'est déroulée les 15 et 16 mars 2008 à Split, en Croatie. La compétition est organisée par l'Association européenne d'athlétisme.

## Résultats

### Hommes
| Épreuves          | Or                    | Argent                  | Bronze                |
| Lancer du poids   | Rutger Smith 20,77 m  | Marco Fortes 20,13 m    | Hamza Alic 20,13 m    |
| Lancer du disque  | Gerd Kanter 65,25 m   | Robert Harting 64,34 m  | Rutger Smith 63,80 m  |
| Lancer du javelot | Ilya Korotkov 81,52 m | Stephan Steding 79,55 m | Mihkel Kukk 78,41 m   |
| Lancer du marteau | Marco Lingua 77,87 m  | Krisztián Pars 77,06 m  | Dzmitry Shako 76,86 m |

### Femmes
| Épreuves          | Or                       | Argent                       | Bronze                    |
| Lancer du poids   | Assunta Legnante 18,98 m | Anna Omarova 18,38 m         | Chiara Rosa 18,05 m       |
| Lancer du disque  | Nicoleta Grasu 60,25 m   | Mélina Robert-Michon 59,93 m | Dragana Tomaševic 59,64 m |
| Lancer du javelot | Goldie Sayers 63,65 m    | Martina Ratej 63,16 m        | Zahra Bani 59,42 m        |
| Lancer du marteau | Anita Wlodarczyk 71,84 m | Betty Heidler 71,10 m        | Kathrin Klaas 69,04 m     |

## Classement par équipes
| Place | Pays        | Points |
| ----- | ----------- | ------ |
| 1     | Allemagne   | 4312   |
| 2     | Russie      | 4261   |
| 3     | Biélorussie | 4243   |
| 4     | Estonie     | 4014   |
| 5     | Roumanie    | 3978   |
| 6     | Portugal    | 3977   |
| 7     | Espagne     | 3915   |
| 8     | Israël      | 3203   |

| Place | Pays        | Points |
| ----- | ----------- | ------ |
| 1     | Italie      | 4220   |
| 2     | Allemagne   | 4204   |
| 3     | Roumanie    | 4094   |
| 4     | Russie      | 4065   |
| 5     | Biélorussie | 4046   |
| 6     | Suède       | 3954   |
| 7     | Ukraine     | 3743   |
| 8     | Estonie     | 3671   |